# Лефканди
Лефканди (грч. Λευκαντι) је археолошки локалитет на острву Еубеја, на источној обали Атике , који је био настањен у периоду између 1500.--331. године старе ере. 
Период између краја микенске цивилизације и око 900. п. н. е. у историји се назива мрачним добом Грчке. Археолошки налази, до којих се дошло у последњих тридесетак година, доводе у питање цео „концепт мрачног доба“, јер показују да се неке одлике грчке цивилизације, за које се раније мислило да се не могу датирати пре 800. п. н. е., заправо могу сместити у много ранији период. Пример Лефкандије је за то посебно важан, јер је везан за појаву грчких градова држава, тј полиса. Наиме , археологија је 1981. године бацила светлост на "најмрачнију" фазу , протогеометријски периода (око 1075.-900. п. н. е.), назван тако по геометријским облицима насликаним на керамици. На локалитету Лефканди на Еубеји тада је откривен гроб, богат по стандардима сваког периода. У том гробу, који се датира у период око 1000. п. н. е., налазе се (вероватно кремирани) остаци мушкарца и жене. Велики бронзани суд у коме су смештени остаци мушкарца потиче са Кипра, а предмети од злата који су депоновани са женом су одличне и софистициране израде. Такође су нађени остаци неколико коња , који су били сахрањени са својим ђемовима. Гроб се налази у великој уништеној кући, чији облик антиципира облик грчких храмова два столећа касније. Раније се сматрало да су ови храмови једна од првих манифестација "монументализирања", које се повезује са настанком градова-држава. Стога представљају важне доказе ови налази и слични налази из оближњих гробова, откривени пре 1980. године, који сведоче о даљим контактима између Египта и Кипра у периоду од 1000. до 800. п. н. е. Ови налази показују да бар један делић грчког острва није био нити сиромашан нити изолован у периоду који се обично карактерише и сиромаштвом и изолацијом. Тешкоћа је у томе што се не зна у којој мери Лефканди представља изузетак, али је у сваком случају он ревидирао ранија схватања о томе шта је било или није било могуће на почетку првог миленијума старе ере.